# Teorija domestifikacije
Teoriju domestifikacije razvili su Roger Silverstone, Eric Hirsch i David Morely u knjizi Mediji i informacije u domaćem okruženju. Autori tvrde da se publiku ne može promatrati samo kao puke gledatelje, slušatelje ili čitatelje, već publiku čine pojedinci koji imaju svoje obitelji, kućanstva, pripadaju različitim socijalnim klasama, imaju različito obrazovanje, različite su dobi. Oni medije koriste na različite načine, dok rade nešto drugo ili su potpuno fokusirani.
Teorija domestifikacije obuhvaća pojmove moralne ekonomije, dvostruke artikulacije, domestifikacije te komodifikacije koje autori pojašnjavaju u poglavlju Informacijsko-komunikacijske tehnologije i moralna ekonomija kućanstva.

## Domestifikacija
Proizvodi koje kupujemo na tržištima formalne ekonomije su otuđeni predmeti koji nemaju vrijednosti i značenja. Kako bi ti predmeti postali dio određenog kućanstva oni se moraju domestificirati. Silverstone, Hirsch i Morley smatraju da su proizvodi formalne ekonomije domestificirani kada su prisvojeni u kućanstva prema određenim interesima i vrijednostima kućanstva u koje proizvod ulazi. Kada pojedinci kupe proizvod, prema određenim ga interesima i vrijednostima kućanstva prisvoje, tj. udomaće.
Domestifikaciju možemo prikazati na primjeru: kada kupimo televizor i stavimo ga u određenu prostoriju svoga doma, npr. dnevni boravak, znači da ga domestificiramo prostorno (nismo ga stavili u hodnik pošto je prema vrijednostima našeg kućanstva televizoru mjesto u dnevnom boravku), te ga dimestificiramo i sadržajno tako da televizor poprimi vrijednosti našeg kućanstva, na primjer, gledamo programe koji su u našem interesu i prema našim željama.
Domestifikacija uključuje sljedeće procese:
- aproprijaciju,
- objektifikaciju,
- inkorporaciju i
- konverziju.

### Aproprijacija (određivanje)
Silverstone, Hirsch i Morley smatraju da je predmet (tehnologija, poruka) određen u trenutku kada se proda, u trenutku kada napušta svijet robe i generalizirani sistem ekvivalentnosti i razmjene. U trenutku kada ga neka osoba uzima u svoje vlasništvo ili kućanstvo predmeti postaju autentični i postižu svoje značenje.
Pojam određivanja nije ograničen samo na materijalne predmete nego se odnosi i na određivanje medijskog sadržaja, selekciju programa za gledanje, software-a za računala, telecom usluga i sl.- "vlasništvo" nad ovim stvarima je drugačije od vlasništva predmeta.
Miller raspravlja u studiji o kuhinjama državnih stanova i navodi kako postoje različite strategije na raspolaganju u takvim kućanstvima. S obzirom na to da vlasnici državnih stanova nisu sami domestificirali premete u stanu u koji useljavaju, moraju to naknadno učiniti ako ga žele pretvoriti u vlastiti dom. Oni također mogu domestificirati već postojeće predmete (u ovom slučaju kuhinje), odnosno odrediti otuđene predmete. Prema autorima postoje tri strategije u toj situaciji:
1. Pasivna strategija u kojoj je otuđenost dio interijera i nema truda kojim bi se mijenjala dekoracija te kuhinje u državnim stanovima
2. Pokušaj korištenja estetskih konstrukcija za stvaranje fasade koja odvlači pozornost od ugrađenih elemenata (već postojećih u državnom stanu) prema predmetima koji su izabrani ili asocirani sa stanarima
3. Otuđene forme su protjerane i temeljito transformirane pomoću preuređenja.

### Objektifikacija
Silverstone, Hirsch i Morley objektifikacijom nazivaju raspored objekata u kućanstvu. Mjesto na kojem se tehnologije nalaze u kućanstvu na neki način imaju status „simbola“. Tehnologije se kombiniraju s drugim objektima, i pojavljuju se u širem prostornom okruženju. Isto tako, kupuju se zbog izgleda i načina uklapanja u dom.
Autori smatraju da se na nematerijalne stvari treba gledati na sličan način kao i na materijalne stvari, te shvatiti da su i one sklone određivanju kao što su i materijalne te da njihovo značenje nije fiksirano u proizvodnji. One se mogu i artikulirati u moralnu ekonomiju kućanstva, ne toliko kroz fizički prikaz nego kroz inkorporiranje unutar vremenske strukture ili strukture kućanstva. Autori tvrde da je sadržaj medija objektiviziran u razgovor unutar kućanstva, npr. razgovor o seriji ili poistovjećenje s određenim pričama iz vijesti i sl.

### Inkorporacija
Silverstone, Hirsch i Morley pojmom inkorporacije označuju način na koji se tehnologije koriste. Tehnologije su funkcionalne, a da bi to postale moraju naći mjesto u moralnoj ekonomiji kućanstva. Mjesto gdje se tehnologije nalaze i kako se koriste, značajni su elementi u moralnoj ekonomiji kućanstva.

### Konverzija
Konverzija definira odnos kućanstva i vanjskog svijeta, tj. granicu preko koje predmeti, značenja i tehnologije jednog kućanstva prelaze u druga kućanstva. Na taj način kućanstvo definira svoj status u tom društvu. Predmeti koji se preuzimaju s tržišta, kao i informacije koje se dobivaju informacijsko komunikacijskim tehnologijama, domestificiraju se unutar kućanstva, ali se također putem konverzije moraju prenijeti u društvo kako bi ih se javno i društveno prihvatilo.
Moralna ekonomija kućanstva pruža temelj za pretvorbu značenja, ali bez prikaza i bez prihvaćanja tih značenja izvan doma, u društvu ova medijacija ostaje privatna i nevažna u javnosti.
Ovaj vid izražavanja moralne ekonomije kućanstva posebno je značajan za mlade, koji će koristiti svoju potrošnju snimljene glazbe ili prikupljanje računalnih igara kao ulaznice u vršnjačke kulturne grupe.

### Komodifikacija
Peračković smatra da je komodifikacija „proces pretvaranja nekoga materijalnog predmeta ili osobnog umijeća u robu na tržištu“. Pojam „robe“ je proširen i kreće se od materijalnih proizvoda, usluga, međuljudskih odnosa, do osobnosti, doživljaja, ugođaja, iskustva. U različitim kulturama i vremenu kroz povijest objektu, umijeću ili osobi pripisuje se veća vrijednost i društveno značenje, smatra Peračković (2008: 986). Ako su potrošači nekim robama tijekom vremena pripisali veće značenje, tj. neki su proizvodi i usluge percipirani kao kvalitetniji, razvila se i sklonost kupnji robe.
U drugoj polovici 20. stoljeća proces komodifikacije zahvatio je područje usluga, ideja, zabave, osobnosti, osjećaja i značenja, dok se danas, u 21. stoljeću komodificira pristup, informacije, znanje, zdravlje, iskustvo, doživljaj, događaj, kulturna proizvodnja, pa čak i ljudski život što Mills naziva tržištem ličnosti.

## Moralna ekonomija
Moralna ekonomija kao pojam označava ‘društvene norme i percepcije, vrijednosti i sudove koje akteri imaju o svom individualnom sudjelovanju i ulogama u gospodarskim procesima... Tu je osobito riječ o pravičnosti i pravednosti, poštenju i zaslugama, onome što je prihvatljivo i što nije.’ Ekonomija sama za sebe ne može biti moralna pa se primjenom društvenih normi i percepcija pokušava objasniti nešto što bi se moglo nazivati moralnom ekonomijom.  Može se reći da je moralna ekonomija ona ekonomija koja se temelji na dobroti, pravednosti i pravdi.
Moralna ekonomija kućanstva, pojam koji su razvili Silverstone, Hirsch i Morley (1992),  označava kućanstvo kao moralnu ekonomiju jer je upravo kućanstvo ekonomska jedinica koja je uključena u javnu ekonomiju putem aktivnosti, proizvodnje i potrošnje svojih članova.  Kućanstva su vrlo angažirana u formalnoj ekonomiji. Ta angažiranost se odnosi na ‘prisvajanje’ roba koje nudi ekonomija u vlastite domaće kulture. Na taj način, kućanstva domestificiraju proizvode formalne ekonomije i prilagođavaju ih određenim vrijednostima i interesima vlastitog doma. Veliku ulogu i ovome ima informacijsko komunikacijska tehnologija koja kupovinom na tržištu i domestifikacijom prestaje biti samo roba koja je priključena privatnoj sferi i postaje sastavni dio kućanstava. Informacijsko komunikacijske tehnologije koje su domestificirane, prilagođene vrijednostima i normama kućanstva, postaju glavne sastavnice koje stvaraju dom.

## Dvostruka artikulacija
Silverstone, Hirsch i Morley smatraju da su informacijsko-komunikacijske tehnologije uključene u sve procese koje uključuje teorija domestifikacije na posebno intenzivan način, što je posljedica njihove dvostruke artikuliranosti. Po prirodi, oni su ujedno predmeti i mediji. Autori svoju tezu prvenstveno primjenjuju na televizor, te smatraju da on nije samo prijamnik odaslanih informacija (vijesti, zabavnih sadržaja, reklamnih poruka), već je sam po sebi značajan kao dio kućanstva u kojeg se mora uklapati. Veza pojedinca s medijem ne ovisi samo o medijskom tekstu (poruci koja je transmitirana) nego i o medijskoj tehnologiji (samom televizoru kao aparatu).